# 西部警察 PART-III サウンド・トラック盤 西部警察総集編II
『西部警察 PART-III サウンド・トラック盤 西部警察総集編II』（せいぶけいさつ パートスリー サウンド・トラックばん せいぶけいさつそうしゅうへんツー）は、テレビドラマ『西部警察』のサウンドトラックアルバム。1983年7月21日発売。

## 概要
PART-IIIのサウンドトラック。PART-IIのアルバムからの再録に新曲を加えたもの。特典として「スカイライン・フォーメーション軍団ポスター」が封入されていた。

## 収録曲
1. 西部警察PART-IIIテーマ・フルサイズ ワンダフル・ガイズ[1]
2. パトカー・コンボイ[2][3]
効果音はアルバム用に被せられたもの。
3. スーパー・チェイサー[1]
4. ジャングル・ヒーロー[1]
5. BRIDGE (C)[2]
6. デンジャラス・チェイス[2][3]
7. サラブレッド[1]
8. 勇者たち
9. スカイライン・フォーメーション
10. BRIDGE (B)[2]
11. ダーティー・ヒーロー[2][3]
12. メルティング・ナイト・ストリート
13. シャドー・パトロール
14. ロマンティック・ハート
15. トワイライト・パトロール[2][3]
16. 風の招待状
17. 時間よお前は・・・・[2]

- #1-7,9-15 作曲・編曲：羽田健太郎
- #8 作詞：なかにし礼 作曲：浜圭介 編曲：高田弘
- #16 作詞：大沢孝子 作曲：羽田健太郎 編曲：信田かずお
- #17 作詞：なかにし礼 作曲：浜圭介 編曲：竜崎孝路
- 演奏：高橋達也&東京ユニオン(#1-7,9-15)
- 歌：石原裕次郎(#8,17)、井上美恵子(#16)

1. 1 2 3 4  『西部警察 PART-II サウンド・トラック盤』より
2. 1 2 3 4 5 6 7  『西部警察 PART-II サウンド・トラック盤 VOL.2』より
3. 1 2 3 4  効果音付き

## 資料
- 西部警察 誕生30周年 サウンド・トラック・アルバム大全集（2009年、テイチクエンタテインメント）